# Agrupació dels Amics de Durruti
La Agrupació dels Amics de Durruti va ser un grup anarquista espanyol, creat el 15 de març de 1937 per Jaume Balius i Mir, Félix Martínez i Pablo Ruiz, com a reacció al decret de militarització de les milícies dictat pel govern de la República, i que editarà (a partir de maig de 1937 i fins a febrer de 1938) el periòdic El Amigo del Pueblo, il·legalitzat després de la publicació dels seus primers números i inspirat en L'Ami du peuple de Marat.

## Formació del grup
L'agrupació es va formar a partir de la confluència d'un corrent que es pronunciava, des de la mateixa premsa de la CNT, contra la col·laboració amb el govern, i un altre corrent integrat per milicians, que va tornar a Barcelona per lluitar contra la militarització de les milícies; així, la major part dels integrants de la nova agrupació seran antics membres de la Quarta Agrupació de la Columna Durruti, al capdavant de la qual havien estat Pablo Ruiz, Progreso Ródenas i Eduardo Cerveró, entre d'altres.
Des de la seva constitució formal, el 17 de març, fins al 3 de maig, l'Agrupació va efectuar diversos mítings (en el Teatre Poliorama el 18 d'abril i en el Teatre Goya el 2 de maig), va llançar diversos manifestos i octavetes, exigint l'alliberament del dirigent llibertari Francisco Maroto del Ojo, va sabotejar la intervenció de Frederica Montseny en el míting de la Monumental de l'11 d'abril, i va omplir els murs de Barcelona amb cartells que explicaven el seu programa.
El 5 de maig, durant els fets de maig de 1937, publica un fulletó que declarava que "Ha estat constituïda una Junta Revolucionària a Barcelona. Tots els responsables del cop d'estat, que maniobren sota protecció del govern, seran executats. El POUM serà membre de la Junta Revolucionària perquè ells van fer costat als treballadors". Tant la CNT com la FIJL rebutgen participar en la iniciativa de l'Agrupació, però la seva aproximació al POUM (partit comunista seguidor del trotskisme i anti-estalinista), li implicaria com a conseqüència la clausura de la seu de l'Agrupació i l'empresonament reiterat dels seus principals responsables, encara que sempre per períodes breus. L'Agrupació sobreviurà de millor o pitjor forma fins a mitjan 1938.
En 1939 sorgirà una reelaboració de la mateixa agrupació, el grup franco-espanyol d'"Els Amics de Durruti", reconstituït i dissolt en diverses ocasions i que començaria a editar en 1961 des de França una nova sèrie del periòdic de El Amigo del Pueblo, de molta menor difusió.

## Nombres d'El Amigo del Puebloi evolució de l'Agrupació
Un recorregut pels principals textos dels quals era responsable l'Agrupació ens permet detallar en la seva història:
- número 1 - 19 de maig de 1937
- número 2 - 26 de maig de 1937
- número 3 - 12 de juny de 1937
- número 4 - 22 de juny de 1937
- número 5 - 20 de juliol de 1937
- número 6 - 12 d'agost de 1937
- número 7 - 31 d'agost de 1937
- número 8 - 21 de setembre de 1937
- número 9 - 20 d'octubre de 1937
- número 10 - 8 de novembre de 1937
- número 11 - 20 de novembre de 1937
- número 12 - 1 de febrer de 1938

Trobem a les seves pàgines des del primer moment un rebuig frontal a les mesures preses per l'Estat a fi de tornar a una situació pre-revolucionària; en els nombres de maig a juliol es reivindicaran les lluites revolucionàries de Maig, rebutjant reiteradament les acusacions abocades des de molts sectors qualificant-los d'"agents provocadors i irresponsables", es denunciarà la censura en la premsa escrita i les qualificades com a "maniobres contra-revolucionàries".
El setembre del 1937, cossos integrats en l'Exèrcit Popular, molts dels quals havien format part de les milícies de la CNT, prenen la població de Belchite, la qual cosa serà reivindicat des de les pàgines d'El Amigo del Pueblo com a obra de les "forces confederades", alhora que se segueix denunciant la constant repressió soferta pel grup.
En molts dels seus nombres llancen proclames a favor de la CNT i la FAI, malgrat tenir nombrosos punts de desacord amb ambdues. Igualment s'incideix en la necessitat de tornar a "les experiències de les jornades de juliol i de maig".
Diversos estudiosos consideren que els Amics de Durruti estaven en un procés de ruptura ideològica amb l'anarquisme moderat, i que després de l'experiència de la lluita de classes en la Guerra Civil giraven a l'esquerra en direcció a un anarquisme més organitzat i estratègic. Aquests faistes, decebuts amb la col·laboració de l'anarcosindicalista CNT, dominada en aquella època pel seu sector més moderat, amb el govern democràtic-capitalista, van arribar a reflexions sobtades com la següent:
| «                                                                | "La unitat antifeixista no ha estat més que la submissió a la burgesia...Per vèncer a Franco, calia vèncer a Companys i Caballero. Per vèncer el feixisme, calia aixafar la burgesia i als seus aliats estalinistes i socialistes. calia destruir completament l'Estat capitalista i instaurar un poder obrer sorgit dels comitès de base dels treballadors. L'apoliticisme anarquista ha fracassat" | » |
| — (citat a "La revolució espanyola (1931-1939)" de Pierre Broué) | |   |